# Montgesty
Montgesty é uma comuna francesa na região administrativa de Occitânia, no departamento de Lot. Estende-se por uma área de 11,88 km². Em 2010 a comuna tinha 334 habitantes (densidade: 28,1 hab./km²).